# Уютный (Ветковский район)
Уютный (бел. Уютны) — посёлок в Столбунском сельсовете Ветковского района Гомельской области Белоруссии.
В результате катастрофы на Чернобыльской АЭС и радиационного загрязнения жители (11 семей) переселены в 1992 году в чистые места.

## География

### Расположение
В 32 км на северо-восток от Ветки, 54 км от Гомеля.

## Транспортная сеть
Транспортные связи по просёлочной, затем автомобильной дороге Столбун — Ветка. Застройка деревянная, усадебного типа.

## История
Основан в начале 1920-х годов переселенцами из соседних деревень на бывших помещичьих землях. В 1926 году в Ковбовском сельсовете Светиловичского района Гомельского округа. В 1930 году жители вступили в колхоз. 4 жителя погибли на фронтах Великой Отечественной войны. В 1959 году входил в состав совхоза «Столбунский» (центр — деревня Столбун).

## Население

### Численность
- 2010 год — жителей нет.

### Динамика
- 1926 год — 20 дворов 113 жителей.
- 1959 год — 89 жителей (согласно переписи).
- 1992 год — жители (11 семей) переселены.